# Родионов, Александр Фёдорович
Алекса́ндр Фёдорович Родио́нов (8 января 1972, Могилёв — 26 января 2011, Франция) — белорусский баскетболист. Выступал на позиции разыгрывающего защитника. Чемпион Европы среди молодёжи 1994 года.

## Биография
Родился в Могилёве. Начал тренироваться под руководством заслуженного тренера Республики Беларусь Александра Михайловича Гуляева. Был игроком минского РТИ, стал с ним двукратным чемпионом Белоруссии. Затем выступал в Польше. Был игроком молодёжной сборной Белоруссии (U-22), выигравшей чемпионат Европы-1994. Выступал за национальную сборную Белоруссии с 1993 по 2000 год.
После окончания игровой карьеры перешёл на тренерскую работу. Последние годы жизни провёл во Франции.
Скончался после тяжёлой болезни в январе 2011 года.

## Семья
Жена, Инна Родионова (Смирнова) (р. 1973) — белорусская баскетболистка.

## Достижения
- Чемпион Европы среди молодёжных команд: 1994.
- Чемпион Белоруссии: 1992/1993, 1994/1995.
- Серебряный призёр чемпионата Белоруссии: 1993/1994.